# Heart - Dinosauro coraggioso
Heart - Dinosauro coraggioso (おまえうまそうだな?, Omae umasō da na) è un film d'animazione del 2010 diretto da Masaya Fujimori.
Il soggetto è basato sull'omonimo libro illustrato di Tastuma Mayashi.

## Trama
Il film si apre mostrando una madre maiasaura che trova un uovo trascinato via dalla corrente di un fiume e lo raccoglie portandolo dalla sua mandria delle maiasaura e lo mette nel suo nido. La mandria protegge le loro uova prima da un temporale, poi il giorno successivo un branco di troodonti tentano di rubare le uova, ma vengono ostacolati dai dinosauri erbivori. Purtroppo, però, i troodonti sono riusciti a prendere le uova delle maiasaura tranne due, uno dei quali quello salvato dalla madre all'inizio. La madre porta le sue due uniche uova rimastele alla Montagna Uovo (ovvero una specie di vulcano con una roccia gigante a forma di uovo sulla bocca) per far crescere i suoi cuccioli sani e robusti. Il giorno dopo le uova si schiudono, e la madre scopre che l'uovo che aveva trovato nel fiume è in realtà un tirannosauro. Dopo aver scoperto che cos'è in realtà la specie del secondo uovo, il capobranco dei maiasaura prende il cucciolo e tenta di ucciderlo, facendolo schiacciare, per paura che da adulto possa uccidere l'intero branco. Tuttavia la madre è altamente contraria dalla sua idea, e durante la notte porta il suo cucciolo adottivo in una radura, ma mentre si allontana, il cucciolo si sveglia e inizia a piagnucolare, poiché non vuole dormire da solo. Allora, la madre decide di dormire assieme a lui.
Un giorno,il branco è costretta a fare una migrazione verso nord e la madre maiasaura porta i suoi due cuccioli in una foresta, per salvarsi dai predatori. Inoltre, la madre ha anche assegnato dei nomi a loro due: il cucciolo di maiasaura si chiama Light e quello di tirannosauro Heart. Un giorno, la madre manda i due a cercare il cibo da soli, ma mentre mangiano delle bacche, Heart vede uno scoiattolo e lo insegue. Nell'inseguimento, sia Heart che Light rimangono incastrati in un tronco d'albero e mentre si liberano il tronco si spezza e finiscono in una palude dove perdono i sensi. Heart sente una ninna nanna che descrive i tirannosauri, e questi si rivela essere cantata da una femmina di bradipo con il suo unico cucciolo. Il bradipo vede Heart e si ritira per la paura. Light dice che è veramente un tirannosauro, e a quelle parole, Heart scoppia a piangere offeso. I pianti attirano la madre di Heart e Light, che rimprovera il cucciolo di maiasaura per aver offeso suo fratello. Il giorno dopo, Heart decide di procurarsi il cibo da solo, ma mentre corre, finisce una pianura, e dopo esservi finito lì, vede un triceratopo che lotta contro un branco di tirannosauri. Durante la battaglia, la polvere provocata dall'erbivoro, si dissolve e appare Baku, un enorme tirannosauro con una cicatrice sull'occhio destro, che uccide il triceratopo facendolo sbattere contro il terreno, e dopo la sua uccisione, i tirannosauri mangiano la carcassa, facendo impaurire a morte Heart, che si ritira per il terrore. Ma viene scoperto da Baku, che gli chiede se ha o non ha una famiglia. Heart risponde di avere una madre ed un fratello, senza però dire che sono maiasaura. Dopo che Baku si ritira, Heart fugge in preda al terrore, e nella corsa finisce nel fiume, dove rischia quasi di annegare, ma viene salvato da Light. Dopo averlo salvato, però, Light vede Gonza, un tirannosauro cattivo ed egoista, che aveva seguito Heart mentre costui si ritirava. Gonza trattiene Light per i polsi con le zampe posteriori, e dice che Heart non dovrebbe essere suo fratello, poiché di famiglie diverse. Infuriato, Heart si vendica di quello che ha detto Gonza, mordendogli la coda e staccandogliene una metà. Gonza, poi, si ritira per il dolore, e dopo aver ingoiato la coda che aveva staccato al malefico t.rex, Heart capisce che Gonza aveva ragione su tutto e decide di scappare, per non sbranare la sua famiglia.
Con gli anni, Heart diventa adulto e riesce addirittura a fare mosse di kung fu, tanto da schivare gli schiacci di un branco di titanosauri intenti a proteggere i loro cuccioli, e riesce ad uccidere il capobranco. Un giorno, Heart trova un uovo abbandonato, che si schiude ed esce un cucciolo di anchilosauro, che pensa che Heart sia suo padre, e che gli abbia affidato un nome, chiamandolo Gnam-Gnam. Heart decide quindi di fargli mangiare erba a più non posso, perché più lui ingrassa, più è possibile che Heart lo possa mangiare. Il giorno dopo Heart uccide un parasaurolofo, ma dopo averlo abbattuto, torna indietro per paura che Gnam-Gnam faccia una brutta fine. Infatti, un chilantaiasauro tenta di divorarlo, ma Heart lo salva tirandogli un calcio. Successivamente, Gnam-Gnam si allontana e Heart prova a cercarlo, ma non ci riesce e si dispera. Ma Heart lo trova con delle bacche e lo sgrida per essersi allontanato da lui. Gnam-Gnam piange per il suo rimprovero, ma Heart vede le bacche che aveva preso e scopre che aveva commesso un errore. Gnam-Gnam dice che ad aiutarlo è stato Bekon, un tirannosauro vecchio mezzo sdentato, e a causa di questo, non può nutrirsi di cibo solido e quindi lui mangia spesso bacche. Racconta anche il motivo per cui Baku viene soprannominato "Il guercio": una volta un branco di giganotosauri combatterono contro Baku, ed egli riuscì ad ucciderli tutti (provocandosi però una cicatrice che gli cavò l'occhio destro), e così diventò "il Re delle pianure". Heart decide di addestrare Gnam-Gnam per farlo scappare agli attacchi di un dinosauro carnivoro, riuscendoci. Il giorno seguente, però, Heart vuole che lui e Gnam-Gnam si separino, perché nonostante quello che ha sempre detto Gnam-Gnam, lui non sarà mai come Heart, ma Gnam-Gnam si rifiuta. Allora, Heart, lo inganna dicendogli di fare una gara, e se sarà Gnam-Gnam il vincitore, potranno rimanere insieme. Infatti, dopo qualche minuto, Heart se ne va da Gnam-Gnam per separarsi. Tuttavia, Gnam-Gnam finisce in una zona con gli alberi morti, dove incontra Gonza e la sua banda che lo torturano usandolo addirittura come palla da football. Le sue urla, attirano però Heart, che combatte contro di loro, sconfiggendoli tutti. Tuttavia, dopo la loro sconfitta, arriva Baku che, vedendo i corpi di Gonza e la sua banda, crede che li abbia uccisi senza motivo, e per via di questo, lo esilia dalla pianura, perché se solo dovesse tornare, combatteranno.
Successivamente, Heart scopre che Gnam-Gnam ha vinto lui la gara e quindi possono rimanere insieme.
In seguito il duo finisce in una spiaggia dove incontrano Pero-Pero, una femmina di  elasmosauro. Heart e Pero-Pero raccontano la storia di come si sono incontrati: una volta, Heart cadde (insieme ad un masso) in una scogliera molto alta, ma venne salvato da Pero-Pero stessa. Poi Heart fu attaccato da un tilosauro, che riuscì ad uccidere, staccandogli una pinna. Quel giorno, però, Heart scopre che la Montagna Uovo sta per esplodere e decide di tornare dalla madre che lo aveva adottato per salvarsi dall'esplosione. Tuttavia, Heart e Gnam-Gnam incontrano Gonza (che non è morto), che si vuole vendicare di tutto quello che ha fatto Heart a lui. Heart vince strappando un pezzo del collo della sua nemesi, ma appena Gnam-Gnam si avvicina al corpo caduto di Gonza, egli si risveglia e tenta di divorare Gnam-Gnam, ma Heart gli sbarra la strada. Prima di morire, Gonza dice che Heart non è suo padre, ma Gnam-Gnam dice che nonostante sia cresciuto (con tutta l'erba che aveva mangiato, era diventato grande), lui è pur sempre suo padre. Dopo aver detto "Ancora con questa lagna!" Gonza muore. Heart va ad avvisare Light (anch'esso diventato adulto) per dirgli di chiamare la madre e condurre la mandria nel fiume, ma si rifiuta, perché il capobranco dei maiasaura gli ha detto che lui si deve occupare più della mandria, che della famiglia. Infuriato, Heart, per convincere la mandria ad andare verso il fiume, li spaventa. Dopo averli spaventati, Heart trova la madre (ormai entrata nella vecchiaia),e si commuove nel rivederla. Scopre, inoltre che lei ha avuto tre figli (due maschi e una femmina). Mentre cercano di salvarsi dall'esplosione del vulcano, la madre di Heart e Light, rischia quasi di morire cadendo giù da un burrone, ma vengono salvati da Light. Mentre cercano di raggiungere la mandria, i sei incontrano Baku, che ha saputo che Heart è tornato nella pianura, grazie ad uno dei membri della banda di Gonza (che anche lui non era morto) e come disse a lui, lo sfida. Heart e Baku combattono, e nella battaglia, Heart morde Baku per il collo. Ma Baku prende Heart e dopo averlo preso salta e sotto il suo peso, schiaccia Heart, quasi uccidendolo. La madre maiasaura implora Baku di non uccidere Heart, ma Baku dice che un tirannosauro deve mangiare carne ogni giorno per sopravvivere, ma accetta il fatto che se la madre maiasaura non si fosse presa cura di Heart, non sarebbe mai sopravvissuto e Baku si mette a terra, per guarire le sue ferite. Dopo che Baku dice a Heart "Sei forte e coraggioso, piccolo Heart..." la madre scopre quindi che Baku è in realtà il padre di Heart.
Dopo la battaglia, la madre maiasaura vorrebbe che Heart (che si è ripreso) rimanga insieme a tutta la mandria, ma Heart si rifiuta perché ha capito che è meglio stare con una famiglia che appartenga alla loro specie. La madre dice quindi addio a Heart e Gnam-Gnam che vanno alla casa della famiglia di Heart.
Nei titoli di coda vengono viste varie scene: viene visto uno dei membri della banda di Gonza che si è sposato e ha avuto due figli, viene vista la mandria che migra che parte per una nuova casa, Baku che torna da Bekon nella pianura. Infine vengono mostrati Heart e Gnam-Gnam che vedono la Montagna Uovo volare nello spazio.